# Supersoldado

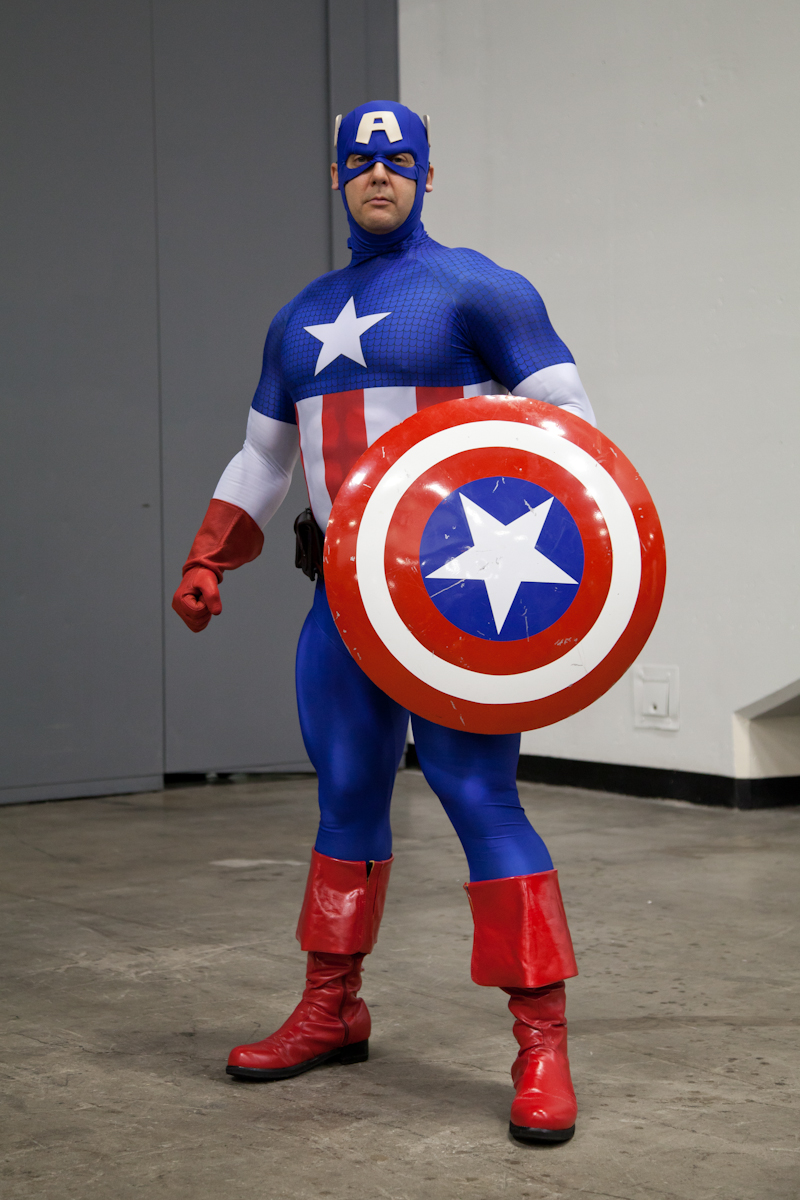
Capitão América, um exemplo conhecido de supersoldado.

Supersoldado é um tipo de personagem caracterizado por ser um soldado que opera além dos limites ou habilidades humanas normais e geneticamente modificados. Supersoldados são comuns em ficção científica na literatura, filmes, programas de televisão, teorias conspiratórias e jogos eletrônicos, mas também fizeram aparições em outros gêneros relacionados, como ficção científica militar e ficção de espionagem.